# Noctua prosequa
Noctua prosequa är en fjärilsart som beskrevs av Treitschke 1825. Noctua prosequa ingår i släktet Noctua och familjen nattflyn. Inga underarter finns listade i Catalogue of Life.